# Archelochos
Archelochos (starořecky Ἀρχέλοχος –Archelochos, latinsky Archelochus) je v řecké mytologii syn Antenor a jeho manželky Theano.
Archelochos byl synem Antenor, rádce trojského krále Priama. Antenor se těšil všeobecné vážnosti pro svou lásku k právu a moudrost. Stejně Trójané ctili i Archelocha a jeho bratry pro jejich statečnost v boji.
Na začátku trojské války se díky Odyseově odvaze podařilo Achájům vylodit a zaútočit na trojské hradby. Útok však Trójané odrazili a Achajci byli nuceni postavit tábor a město obléhat. Vojsko Trójanů bylo zpočátku nepočetné, ale díky odvaze bojovníků, kteří neváhali položit při obraně města i svůj život, město ubránili. Po sporu mezi vrchním velitelem achájských vojsk Agamemnónem a hrdinou Achillem se Trójanům posíleným spojenci za pomoci bohů podařilo dobýt achájské hradby a ohrozit achájské lodě na pobřeží. Dle Homérovy Iliady, Archelochos převzal velení jedné z pěti "divizí" trojské armády, spolu se svým bratrem Akamem a Aineiem.
V čtrnáctém zpěvu Iliady však Achajci útok Trójanů úspěšně odrazili. Boj si vyžádal mnoho mrtvých na obou stranách a trojskou zem zbarvila i krev Archelocha, jehož během boje zasáhl do krku oštěp Acháji hrdinu Aianta.